# Heinrich Ludwig Brakenhoff
Heinrich Ludwig Brakenhoff (auch: Ludwig Brakenhoff; * vor 1820; † nach 1873) war ein deutscher Pädagoge und Schulrektor, Inspektor des Waisenhauses in Goslar, Schriftsteller und Schulbuch-Autor.

## Leben
Zu Beginn des Königreichs Hannover wirkte Brakenhoff als Lehrer von August Voss, dem späteren Begründer der Vosswerke AG Sarstedt, an der Schule in Sarstedt als Interims-Rektor, bevor er am 1. April 1832 die Stelle als Inspektor des 1693 gegründeten Goslarschen Armen- und Waisenhauses antrat. Schon in den 1840er Jahren war er durch verschiedene Schriften überregional bekannt geworden, darunter die vierte Auflage seines Neuen Kinderfreundes, eines Lehr- und Lesebuches inklusive Gesangbuches für Volksschulen.

## Schriften
- Das Nöthigste über Rechtsprache und Rechtschreiben der deutschen Sprache, 3. Auflage, Hannover 1836
- Geschichte der Hannoverschen und Braunschweigischen Lande in sechzig Erzählungen, Einbeck: Ehlers, 1855
- Kurzer theoretisch-practischer Unterricht im Tafelrechnen. Zugleich auch ein Führer durch Krancke's arithmetisches Exempelbuch, Hannover: Hahnsche Hofbuchhandlung, 1863
- Neuer Kinderfreund. Ein Lehr- und Lesebuch nebst einem angehängten Gesangbuche für Volksschulen, 13., verbesserte und vermehrte Auflage, Einbeck: Druck und Verlag von H. Ehlers, 1871; Digitalisat über das Georg-Eckert-Institut – Leibniz-Institut für internationale Schulbuchforschung
- Rechtschreibe-Schule der deutschen Sprache für Bürger- und Volksschulen, Goslar: C. Stoeckicht, 1873
- Schulmäßige Besprechung der Belehrung über Rechtschreiben der deutschen Sprache, Goslar: C. Stoeckicht, 1873